# Francisco de Xerez
Francisco de Xerez (* 1504 in Sevilla; † um 1547 in Sevilla) war ein spanischer Chronist in der Renaissance.

## Leben
Francisco de Xerez wurde in Andalusien geboren, kam in jungen Jahren in die Neue Welt und schloss sich 1524 Francisco Pizarro bei dessen Eroberungszug nach Peru an. Xerez diente während der Eroberung des Inkareichs als Soldat und Schreiber (1531–33). 1534 kehrte er nach Spanien zurück. Noch im gleichen Jahr kam in Sevilla sein Buch Verdadera relación de la conquista del Perú (Wahrer Bericht von der Eroberung Perus) heraus. Das Werk wurde bald ins Italienische und dann in andere Sprachen übersetzt und trug viel dazu bei, den Mythos vom sagenhaften Reichtum der Inkas zu verbreiten.